# Ümraniye Spor Kulübü
L'Ümraniye Spor Kulübü, meglio noto come Ümraniyespor, è una società polisportiva turca con sede a Ümraniye, distretto e comune soggetto al comune metropolitano di Istanbul, in Turchia. Milita nella TFF 1. Lig, la seconda divisione del campionato turco di calcio.
Fondato nel 1938, gioca in tenuta rossa e disputa le partite interne allo stadio municipale di Ümraniye.

## Storia
L'Ümraniye Spor Kulübü fu fondato nel 1938.
Negli anni '90 militò per sette anni in TFF 3. Lig, la quarta divisione nazionale, e nel 2000 retrocesse in Bölgesel Amatör Lig, il campionato dilettantistico turco.
Vincendo il proprio girone del campionato dilettantistico nel 2009-2010, la squadra ebbe accesso alla TFF 3. Lig per la stagione 2010-2011. Nel 2012-2013 chiuse il campionato di quarta serie al quinto posto e fu sconfitta per 5-0 dal Çanakkale Dardanelspor nella finale dei play-off per la promozione. La prima promozione in TFF 2. Lig, la terza serie turca, fu centrata nella stagione 2013-2014, con quattro giornate di anticipo rispetto alla fine del campionato, grazie a una vittoria per 2-1 in casa. All'esordio in terza serie, l'Ümraniyespor ottenne il terzo posto, utile per l'accesso ai play-off, da cui fu eliminato dal 1461 Trabzon Spor, la squadra riserve del Trabzonspor. Nella successiva stagione 2015-2016, battendo per 3-0 in trasferta l'İstanbulspor, guadagnò per la prima volta la promozione in TFF 1. Lig, la seconda divisione turca, con due giornate di anticipo. Nella Coppa di Turchia 2018-2019 raggiunse la semifinale, dove fu eliminato dai campioni in carica dell'Akhisar Belediyespor.
Nella stagione 2021-2022 il club si piazzò secondo in seconda divisione, ottenendo per la prima volta la promozione nella massima divisione turca, da cui retrocesse nella stagione seguente.

## Palmarès

### Competizioni nazionali
- TFF 2. Lig: 1

2015-2016 (gruppo bianco)
- TFF 3. Lig: 1

2013-2014

### Competizioni regionali
- Bölgesel Amatör Lig: 1

2010-2011

### Altri piazzamenti
- Coppa di Turchia:

Semifinalista: 2018-2019
- TFF 1. Lig:

Secondo posto: 2021-2022
- TFF 2. Lig:

Terzo posto: 2014-2015 (gruppo bianco)

## Organico

### Rosa 2023-2024
Aggiornata al 11 ottobre 2023.
| N. |                           | Ruolo | Calciatore        |
| -- | ------------------------- | ----- | ----------------- |
| 1  | Turchia (bandiera)        | P     | Serkan Kırıntılı  |
| 2  | Turchia (bandiera)        | D     | Mert Yılmaz       |
| 3  | Albania (bandiera)        | D     | Ermir Lenjani     |
| 4  | Turchia (bandiera)        | D     | Mustafa Eser      |
| 5  | Ghana (bandiera)          | C     | Isaac Sackey      |
| 6  | Turchia (bandiera)        | C     | Yunus Mertoğlu    |
| 7  | Romania (bandiera)        | A     | Valentin Gheorghe |
| 8  | Turchia (bandiera)        | C     | Serkan Göksu      |
| 10 | Turchia (bandiera)        | A     | Metehan Mimaroğlu |
| 11 | Turchia (bandiera)        | C     | Onur Ayık         |
| 12 | Turchia (bandiera)        | P     | Berke Özer        |
| 13 | Turchia (bandiera)        | P     | Orkun Özdemir     |
| 14 | Rep. del Congo (bandiera) | C     | Durel Avounou     |
| 16 | Turchia (bandiera)        | D     | Onur Atasayar     |
| 17 | Turchia (bandiera)        | D     | Emre Nefiz        |

| N. |                      | Ruolo | Calciatore             |
| -- | -------------------- | ----- | ---------------------- |
| 18 | Turchia (bandiera)   | A     | Umut Nayir             |
| 20 | Turchia (bandiera)   | C     | Oğuz Gürbulak          |
| 23 | Turchia (bandiera)   | C     | Fatih Yiğit Şanlıtürk  |
| 27 | Tunisia (bandiera)   | A     | Adel Bettaieb          |
| 28 | Venezuela (bandiera) | A     | Yonathan Del Valle     |
| 29 | Angola (bandiera)    | C     | Geraldo                |
| 30 | Georgia (bandiera)   | C     | Nika Gagnidze          |
| 33 | Brasile (bandiera)   | D     | Allyson                |
| 34 | Turchia (bandiera)   | P     | Anil Demir             |
| 39 | Croazia (bandiera)   | C     | Antonio Mršić          |
| 41 | Turchia (bandiera)   | C     | Kartal Yılmaz          |
| 44 | Croazia (bandiera)   | D     | Tomislav Glumac        |
| 88 | Turchia (bandiera)   | C     | Tahsin Hacımustafaoğlu |
| 90 | Bulgaria (bandiera)  | D     | Strahil Popov          |
|    | Belgio (bandiera)    | C     | Viktōr Klōnaridīs      |